# Arturo Cuadrado
Pour les articles homonymes, voir Cuadrado.
Arturo Cuadrado Moure, né à Dénia le 3 mai 1904 et mort le 6 août 1998 à Buenos Aires, est un écrivain, poète et homme politique galicien, exilé en Argentine et en Uruguay après la guerre d'Espagne.

## Biographie
Né dans la province d'Alicante, c'est en Galice que sa famille s'installe après la mort de son père : sa mère, Mercedes Moure Carollo est originaire de La Corogne. 
Son premier travail est en tant que vendeur de confection dans un magasin de Saint-Jacques-de-Compostelle.
Il participe activement à la vie culturelle de Saint-Jacques-de-Compostelle et, à partir de 1929, collabore dans la presse de l'époque (El País Gallego, de Saint-Jacques; El Pueblo Gallego, de Vigo; Yunque, de Lugo, Política et El Sol, de Madrid, entre autres).
En juillet 1936, il est désigné pour présenter le statut d'autonomie de la Galice devant les Cortes, à Madrid.
Il est à Madrid lors du Soulèvement nationaliste des 17 et 18 juillet 1936.
Il s'engage activement pour la défense de la République, notamment dans les pages de Nova Galiza, journal édité à Barcelone. Il épouse la femme de lettres Amparo Alvajar.
Lors de l'arrivée au pouvoir des nationalistes en Espagne, il reçoit l'aide de Pablo Neruda. Il passe en France lors de la Retirada, puis réussit à s'exiler, alors que la Seconde Guerre mondiale vient d'éclater, depuis La Rochelle à l'automne 1939 via le paquebot français Massilia au cours d'un périple qui l'amène jusqu'à Buenos Aires. 
C'est en Amérique du Sud qu'il construit une nouvelle vie, en Argentine mais aussi à Montevideo. Il est le fondateur des éditions Emecé.
Après la mort du dictateur Franco, il n'est réhabilité en Espagne que pendant la transition démocratique.
Il décède le 6 août 1998 à Buenos Aires d'un arrêt cardiaque. 

## Postérité
- Une rue porte son nom à Saint-Jacques-de-Compostelle[9].

## Œuvre poétique
- Aviones
- Solidad imposible
- Amor sin amor